# Trierer Straße 73 (Weimar)

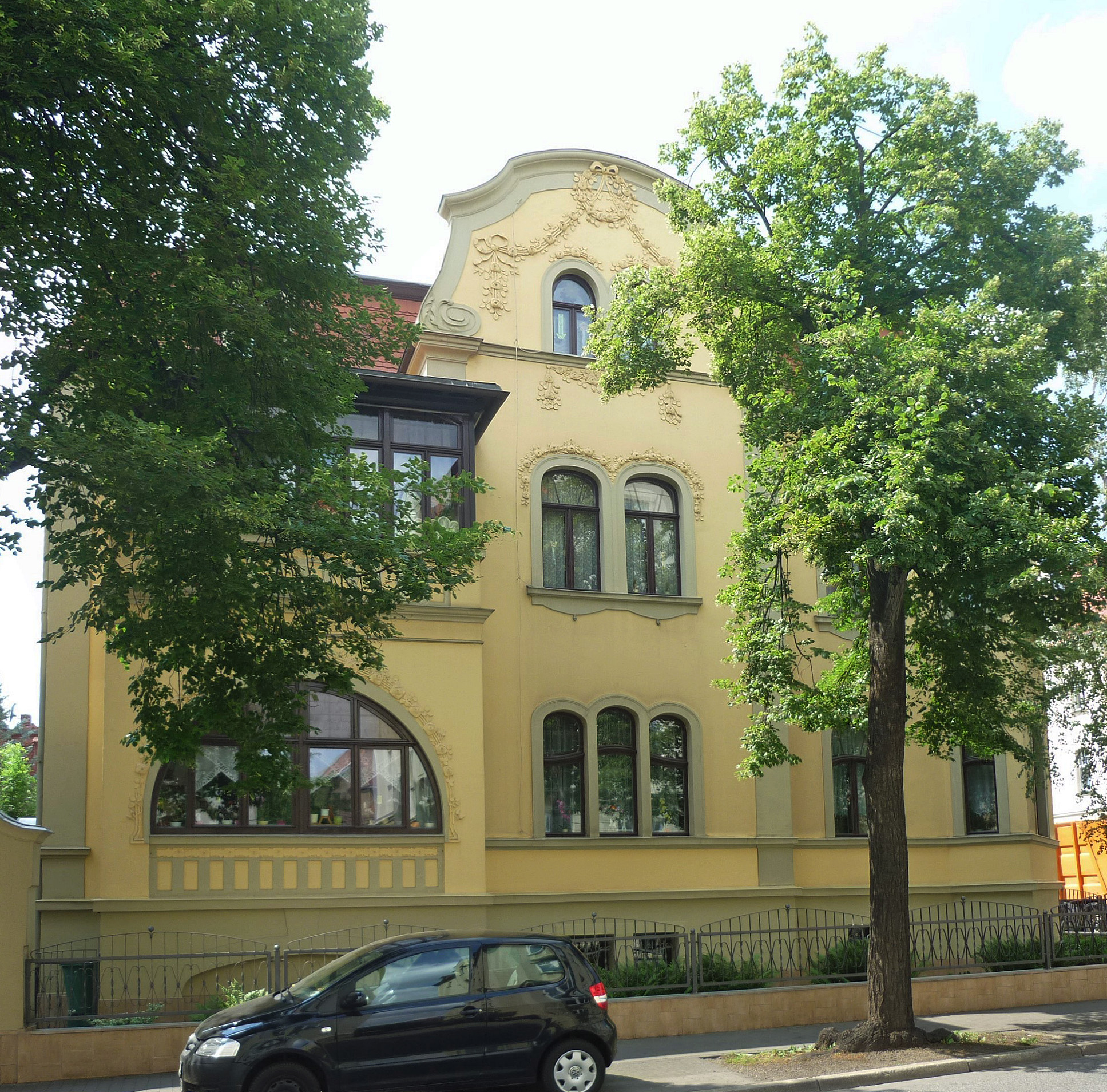
Trierer Straße 73

Das Haus Trierer Straße 73, ehemals Lassenstraße 31 in Weimar, ist ein Wohnhaus des Jugendstils.

## Geschichte
Das Gebäude wurde 1903/04 errichtet. Das reich verzierte Gebäude mit Risaliten und Erker hat einen unregelmäßigen Grundriss. Einer der Bewohner war der Schriftsteller und Dichter Johannes Schlaf, der hier u. a. von Franz Kafka und Max Brod besucht wurde. Schlaf bewohnte zwei Räume im Dachgeschoss, an denen ein unausgebauter Dachraum grenzte. Schlaf lebte von 1904 bis 1937 in Weimar. Erster nachweisbarer Eigentümer der Villa war der Architekt Werschy, der im Nachbarhaus Lassenstraße 33 im Erdgeschoss wohnhaft war. Werschy war auch der Architekt, der das Gebäude entworfen hatte. Unter den ersten Bewohnern war eine Opernsängerin von Scheidt, womit Selma von Scheidt (1874–1959) gemeint ist. Schlaf zog 1910 in dieses Haus. Er wohnte zuvor in der Wörthstraße, dann in der Grunstedter Straße. Schlaf einzog war Eigentümer ein oder eine Wisser. Die Villa in der Trierer Straße mit einem großen Mansardgeschoss wurde 1909 laut Christiane Weber bezugsfertig. Das kann nicht ganz stimmen, weil es  eher Bewohner gab. Es zog ihrer Schilderung folgend eine gewisse Auguste Anna Wisser mit ihrer Tochter Luise Margarete dort ein. Der Vater, ein wohlsituierter Rittergutsbesitzer, soll der Frau das Haus als Entschädigung geschenkt haben. Es wurde in den Jahren 1978 und 1992 Rekonstruktionen unterzogen.
Das Haus ist auf der Liste der Kulturdenkmale in Weimar (Einzeldenkmale) verzeichnet.